# Весёлый дом (Клан Сопрано)
«Весёлый дом» (англ. Funhouse) — двадцать шестой эпизод телесериала канала HBO «Клан Сопрано». Он является тринадцатым и финальным эпизодом второго сезона шоу. Сценарий написали  создатель сериал/исполнительный продюсер Дэвид Чейз и сопродюсер Тодд А. Кесслер, а режиссёром стал частый режиссёр «Клана Сопрано» Джон Паттерсон. Премьера состоялась в Соединённых Штатах 9 апреля 2000 года, серию посмотрели 9 миллионов зрителей.
Эпизод был номинирован на премию «Эмми» в категории лучший сценарий драматического сериала.

## В ролях
- Джеймс Гандольфини — Тони Сопрано
- Лоррейн Бракко — д-р Дженнифер Мелфи
- Эди Фалко — Кармела Сопрано
- Майкл Империоли — Кристофер Молтисанти
- Доминик Кьянезе — Коррадо Сопрано-мл.
- Винсент Пасторе — Пусси Бонпенсьеро
- Стивен Ван Зандт — Сильво Данте
- Тони Сирико — Поли Галтьери
- Роберт Айлер — Энтони Сопрано-мл.
- Джейми-Линн Сиглер — Медоу Сопрано
- Дреа де Маттео — Адриана Ля Сёрва
- и Нэнси Маршан — Ливия Сопрано

### Приглашённые звёзды
- Джерри Эдлер — Хеш Рабкин
- Джон Вентимилья — Арти Букко

#### Также приглашены
- София Милос — Аннализа
- Луи Ломбарди — Скип Липари
- Фрэнк Пеллегрино — Фрэнк Кубитосо
- Николь Бурдетт — Барбара Джильоне
- Федерико Кастеллуччио — Фурио Джунта
- Дэн Гримальди — Пэтси Паризи
- Том Элдридж — Хью Де Анджелис
- Джон Фиори — Джиджи Честоне
- Тони Калем — Энджи Бонпенсьеро
- Роберт ЛуПоне — Брюс Кусамано
- Дэвид Маргулис — Нил Минк
- Мэтт Сервитто — агент Дуайт Харрис
- Сюзанн Шеперд — Мэри Де Анджелис
- Морин Ван Зандт — Габриэлла Данте
- Барбара Андрес — тётя Квинтина
- Дэвид Анзуэло — бортпроводник
- Кэтлин Фазолино — подруга Медоу
- Рэй Гарви — охранник в аэропорту
- Дэвид Хили — вице-директор
- Сиг Либовиц — Хиллел
- Аджей Мета — Сандип Кумар
- Джей Палит — индус
- и Роберт Патрик — Дэвид Скатино

## Сюжет
Вскоре после ухода Дженис, Тони и младшая сестра Барбара встречаются в доме Ливии, чтобы обсудить опеку над ней. Тони передаёт Ливии два ворованных авиабилета до Аризоны (один для неё, а другой для её сестры Квинтины) и предупреждает её уехать навсегда.
Позже, Тони обсуждает криминальную схему по продаже телефонных карточек с Сильвио Данте и Биг Пусси Бонпенсьеро в ресторане Арти Букко, сразу после обеда в индийском ресторане. В течение ночи, Тони снится, что он гуляет на променаде в Асбери-Парке и встречается с Поли Галтьери, Сильвио Данте, Кристофером Молтисанти, Филли "Спунзом" Паризи, Хешем и странно молчащим Биг Пусси Бонпенсьеро. Тони только что получил известие о том, что у него неизлечимое заболевание и жить ему осталось шесть месяцев, и принимает информацию так, как будто он уже знал об этом и смирился с этим. Далее он сообщает своим друзьям, что он собирается убить себя вместо этого; его друзья хвалят его храбрость и ценят одолжение, которое он им делает, избавляя их от постоянных визитов в больницу и скорби. Тони обливает себя из пластикового пакета бензином, и Поли зажигает зажигалку Zippo. Кристофер вдруг спрашивает: "А вдруг врачи ошиблись?", потом все смотрят на него, и у Тони лишь доли секунды, чтобы обработать эту информацию, прежде чем бензин взрывается. Тони просыпается с начала взрыва и говорит Кармеле, что он никогда не был так подавлен, и что его жизнь "просто ничто", затем он бежит в туалет с интенсивной диареей и его тошнит.
Тони также снится незначительный лихорадочный сон о дяде Джуниоре, странствующем на заводской территории. Далее он видит себя через бинокль на расстоянии, играющего в карты с Поли, видимо в транспортном депо. Когда Поли говорит что-то, Тони стреляет Поли в грудь, убивая его.
На следующее утро, Арти Букко приходит, чтобы обсудить с Кармелой и Тони меню на выпускному балу Медоу, и обнаруживает, что у Тони сильнейшее пищевое отравление. Он и Тони спорят о качестве его еды, и Арти быстро узнаёт, что Тони ел в индийском ресторане, которого он считает виновником происшествия. В конце концов, Арти звонит Биг Пусси, чтобы узнать, болен ли он, он говорит, что он в порядке, и Арти уходит. Тони тогда становится бредовым после звонка от его ближайшего соседа, доктора Кусомано, и в конце концов ему удаётся уснуть. Тони затем начинает сниться, как он занимается сексом с доктором Мелфи во время сеанса терапии.
Сны, вызванные лихорадкой, наконец приводят Тони к тому, что он противостоит проблеме, которая в большой степени ложится на его подсознание, а именно на его подозрения о том, что Пусси является правительственным агентом. Во сне, Тони говорит с Биг Пусси, который взял вид мёртвой рыбы, эта сон-версия Пусси подсказывает: "Ты же знаешь, что я сотрудничаю с властями, Тони?" и ссылается на "спит с рыбами". Проснувшись, Тони встаёт с постели против воли Кармелы. Он и Сильвио вскоре идут в дом Пусси, и приглашают его проверить новую лодку с ними. Симулируя диарею, Тони удаётся зайти и обыскать спальню Пусси, он находит его провод в двойном дне сигарной коробки - доказательство того, что Пусси действительно является информатором ФБР.
Сильвио, Тони и Пусси едут вместе, чтобы встретиться с Поли Уолнатсом на причале. Тони снится последний "лихорадочный сон" во время путешествия, в котором Медоу объявляет за ужином, что она планирует поступить в Колумбийский университет, и где Тони сообщает своей семье, что он только что купил новую лодку. Отправившись в путь на яхте, Тони противостоит Пусси под палубой, и спрашивает, как давно он "переметнулся". Пусси изначально отрицает обвинение, но под давлением быстро признаётся. Он утверждает, что не давал какую-либо серьёзную информацию федералам, а на самом деле снабжал их дезинформацией, но Тони не верит ему. Сильвио удаляется, утверждая, что у него морская болезнь.
Чтобы разбавить настроение, Пусси просит немного текилы, и Поли наливает для Тони, Пусси и себя, чокаясь. Когда Сильвио возвращается, Пусси хвастается о девушке, с которой он занимался сексом в клинике в Пуэрто-Рико. Тони спрашивает, существовала ли она вообще, и Пусси отступает к углу, смирившись со своей участью. Он просит, чтобы ему не стреляли в лицо, чтобы "сохранить [его] глаза." Поли говорит: "Ты был мне как брат", затем Тони добавляет: "Нам всем." Тони, Сильвио и Поли достают свои пистолеты; затем у Пусси происходит головокружение и просит, чтобы он сел. Тони делает первый выстрел; Поли и Сильвио следуют его примеру и стреляют в Пусси насмерть, почитая его желание не быть застреленным в лицо. Поли забирает его идентификационные ювелирные изделия, и они вместе связывают его тело в цепи и груз, выбрасывают его с задней части лодки и наблюдают, как его тело медленно погружается в океан.
Несколько часов спустя, Кармела получает телефонный звонок от Ливии, которая находится под стражей в офисе безопасности аэропорта Ньюарка за хранение украденных авиабилетов. В течение нескольких минут, прибывают агенты ФБР в дом Сопрано с ордером, и просят обыскать дом. Один агент раскрывает, что он уже обыскал машину Тони и нашёл украденные билеты. На Тони надевают наручники и отводят в отделение ФБР для допроса, прямо на глазах у Медоу, которая вдруг приехала со своими друзьями, и ей очень стыдно. Тони становится несбалансированным в один момент и чуть не падает, выглядя слабым в глазах агентов ФБР. Главный агент отмечает, что босс мафии Тони Сопрано "слаб в коленях", но вместо своей обычной бравады агентам, Тони злобно отвечает, что получил пищевое отравление и его отводят в камеру. Вскоре после этого, его адвокат, Нил Минк, выпускает его под залог, получив достаточно времени, чтобы присутствовать на выпускном Медоу на следующий день.
Позже, на приёме у доктора Мелфи, Тони громко отзывается об индийских людях, из-за его пищевого отравления, и ещё больше против своей матери. Доктор Мелфи требует, чтобы он противостоял своей недавней скорби, которую, как она подозревает, он укрывает под своей позой. Тони упорно отказывается вникать в своё душевное состояние и продолжает с отвлечениями, откровенно говоря о своём сексуальном сне с ней, прежде чем окончательно покинуть сеанс, самодовольно и насмешливо напевая.
На следующий день на церемонии вручения дипломов, Тони с гордостью наблюдает, как его дочь Медоу принимает её аттестат о среднем образовании. Там он также говорит Кристоферу, что он предлагает ему получить его "пуговицу" и стать членом организации. Тони затем видит Дэвида Скатино, который говорит Тони, что он и его жена разводятся, что он будет жить и работать на западе со своим кузеном в Неваде, и что его связанный с Джорджтаунским университетом сын, Эрик, мог позволить себе попасть в штатовский колледж (поскольку его отец проиграл деньги на колледж Эрика в игре с Тони). Позже, Тони и Кармела устраивают Медоу выпускной вечер в их доме, и эпизод заканчивается монтажом двух "семей" Тони, празднующих вместе, вперемежку с кадрами различных незаконных предприятий, через которые Тони зарабатывает на жизнь: Barone Sanitation, кинотеатр для взрослых, человека, продающего телефонные карточки на улице, мотель Тайттлмана, ныне заброшенный пустой офис, где состоялась фондовая афера "Webistics". Кармела ищет Тони среди гостей, и видит его, как и мы, стоящего одного в углу гостиной, медленно закуривая сигару и выдувая дым, с отсутствующим взглядом на лице. Затем мы видим океан на закате, с волнами, разбивающимися о берег. В глубинах моря покоится бывший друг Тони, предатель Пусси.

## Впервые появляются
- Тётя Квинтина: младшая сестра Ливии Сопрано и мать кузена Тони, Тони Бландетто.
- Паскаль "Пэтси" Паризи: солдат в команде Сопрано/Галтьери/Молтисанти и брат-близнец покойного Филли "Спунза" Паризи.

## Умер
- Сальваторе "Биг Пусси" Бонпенсьеро: застрелен насмерть Тони, Сильвио и Поли за то, что был информатором ФБР. Его тело затем выброшено в океан.

## Название
- В сцене, когда мать Тони звонит в их дом за помощью по поводу украденных авиабилетов. Кармела отвечает на телефон. Когда она передаёт трубку Тони, она говорит: "На, веселье продолжается".
- Во сне Тони, он находится на променаде в парке Эсбери, рядом с весёлым домом Palace Amusments.

## Производство
- Дэвид Провал и Аида Туртурро больше не указаны в начальных титрах, хотя Туртурро вернётся в следующем сезоне как член основного актёрского состава.
- Как и в открывателе сезона, "Парень идёт к психиатру...", Сильвио делает своё олицетворение Майкла Корлеоне из «Крёстного отца 3» в своём сне, только во сне он ссылается на Пусси: "Наш истинный враг ещё не показал своего лица".
- В своём сне, Тони видит Пусси в виде рыбы, который отмечает, что две другие рыбы по обе его стороны спят. Речь идёт о смерти, как в "спит с рыбами" из «Крёстного отца», и это предвещает место упокоения Пусси, океан.
- Каждый раз, как Тони снится сон в этом эпизоде, появляется скрипящий звук на заднем плане. Это тот же скрипящий звук, который делает лодка в море, когда в Пусси стреляют.

## Отсылки к предыдущим эпизодам
- Место упокоения Пусси отображает цитату из «Крёстного отца», которую он подправил Кристоферу на "Лука Брази спит с рыбами", помогая ему избавиться от трупа Эмиля Колара в пилотном эпизоде.

## Музыка
- Песня, играющая в течение эпизода, включая финальные титры - "Thru and Thru" из альбома 1994 года «Voodoo Lounge» The Rolling Stones (в исполнении Кита Ричардса).
- Песня, играющая по радио в машине Тони и в его последнем "лихорадочном сне" - "Free Fallin'" Tom Petty and the Heartbreakers.
- Песня, которую Пусси включает в CD-плеер и играет на заднем плане, пока он признаётся в том, что он является информатором - "Baubles, Bangles and Beads" Фрэнка Синатры.
- Песня, которую Медоу слушает по радио в своей комнате, пока она дуется после того, как арестовали Тони на глазах её друзей - "Diamonds & Rust" Джоан Баэз.
- Когда Тони покидает офис доктора Мелфи, отомстив ей после того, как он почувствовал, что она оскорбила его, он напевает "Maybe Baby" Бадди Холли и The Crickets.
- После убийства Пусси Бонпенсьеро, Тони смотрит, как группа The Temptations выступает с песней "Ain't Too Proud to Beg".

## Реакция

### Реакция критиков
«Entertainment Weekly» поместил "Весёлый дом" на пятое место в списке 10 величайших эпизодов «Клана Сопрано»; «TIME» поместил его на пятое место.

### Награды
- Этот эпизод был одним из двух победителей выбора зрителей на A&E, вместе с "Пайн Барренс".